# Seeburg (Mansfelder Land)

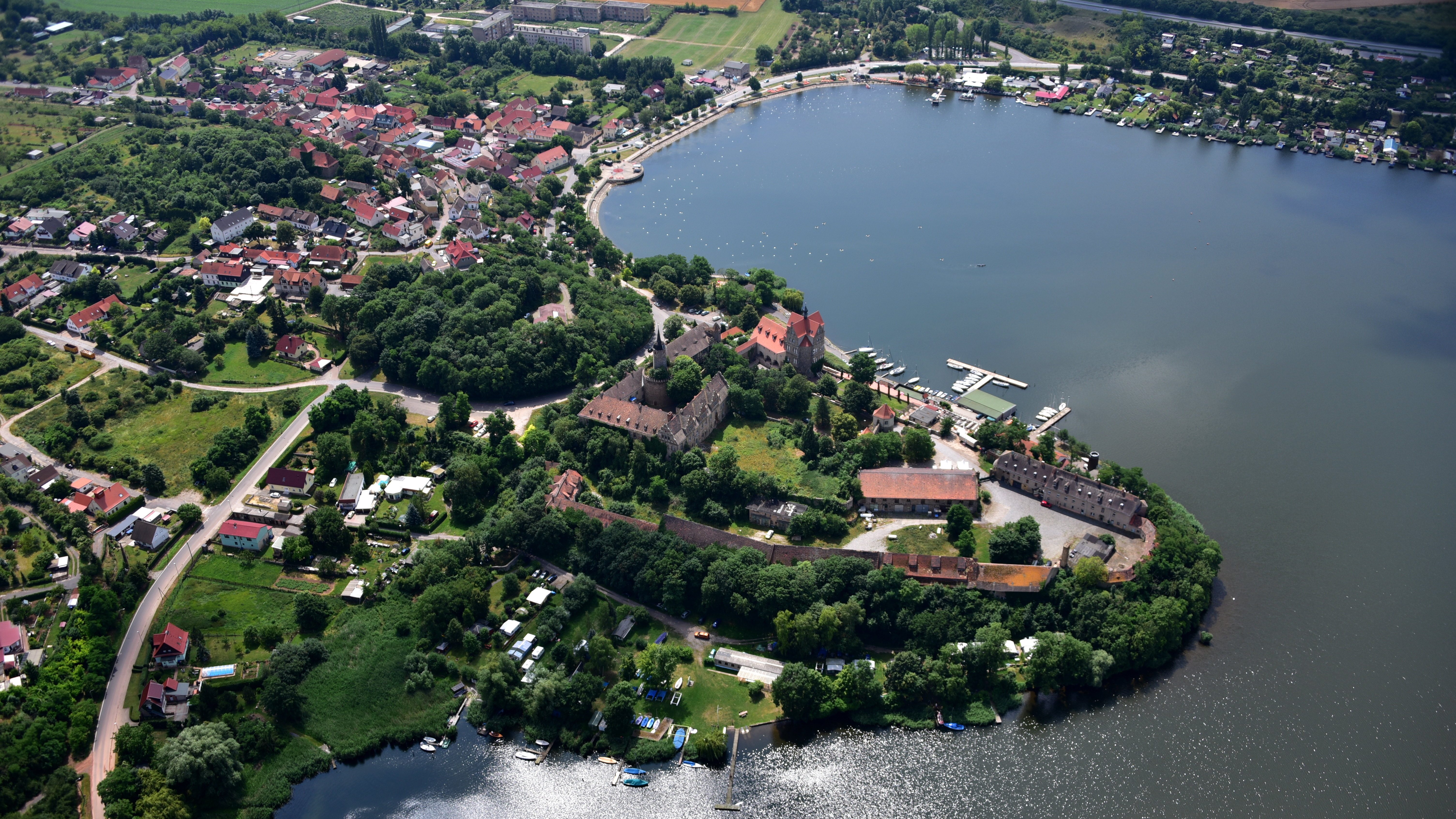
Dorf und Schloss Seeburg, Luftaufnahme (2017)

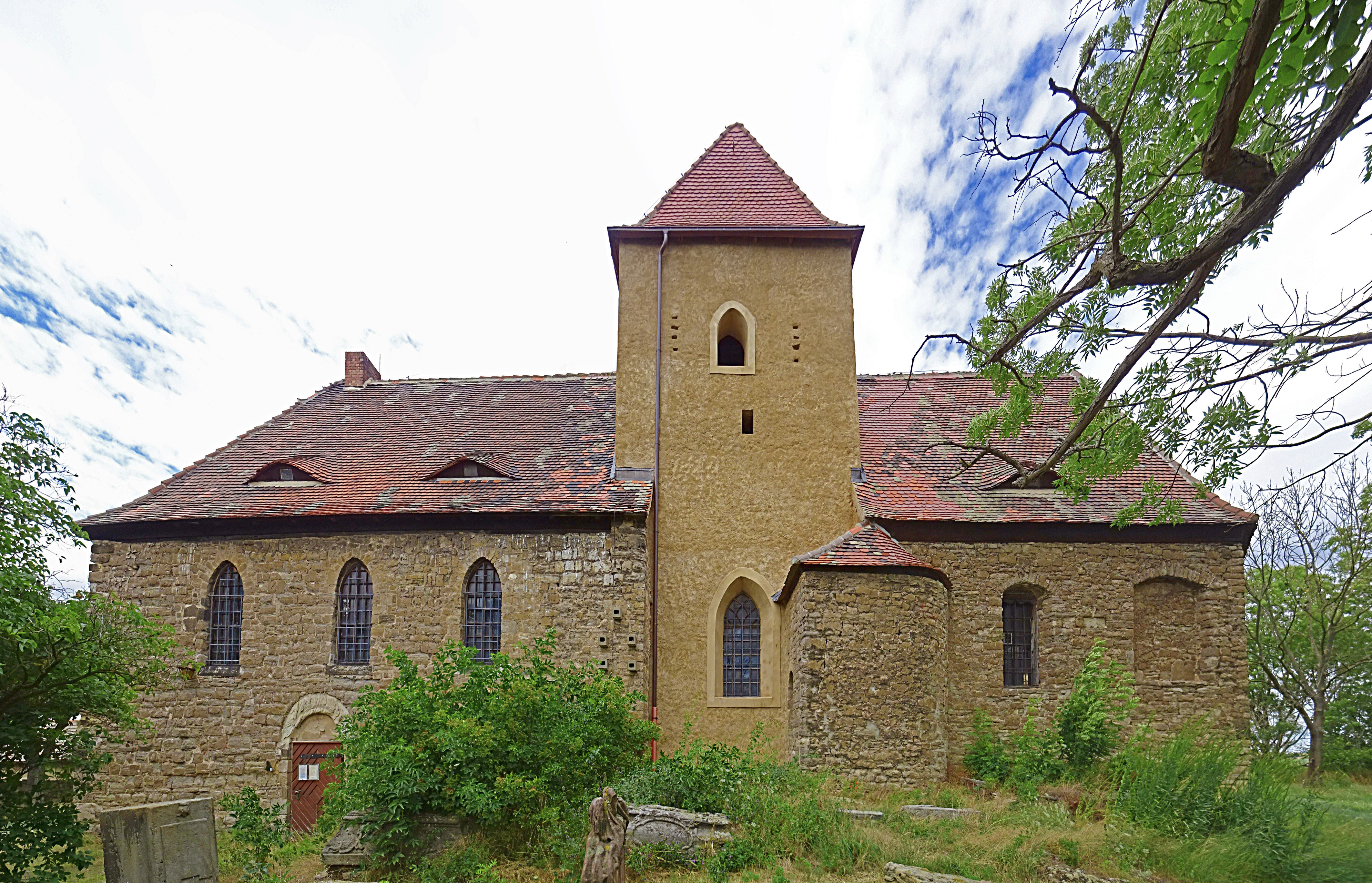
Fleckenkirche St. Nicolai

Seeburg ist ein Ortsteil der Gemeinde Seegebiet Mansfelder Land im Landkreis Mansfeld-Südharz in Sachsen-Anhalt. 2008 wurde Seeburg staatlich anerkannter Erholungsort.

## Geografie
Der Ort Seeburg liegt am Ostufer des Süßen Sees, ca. 12 Kilometer südöstlich von Eisleben. Der Ort hat eine direkte Anbindung an die B 80 in Richtung Halle (17 Kilometer) und Eisleben.
Das etwa zwei Kilometer östlich am Bindersee liegende Rollsdorf ist ein Ortsteil von Seeburg.

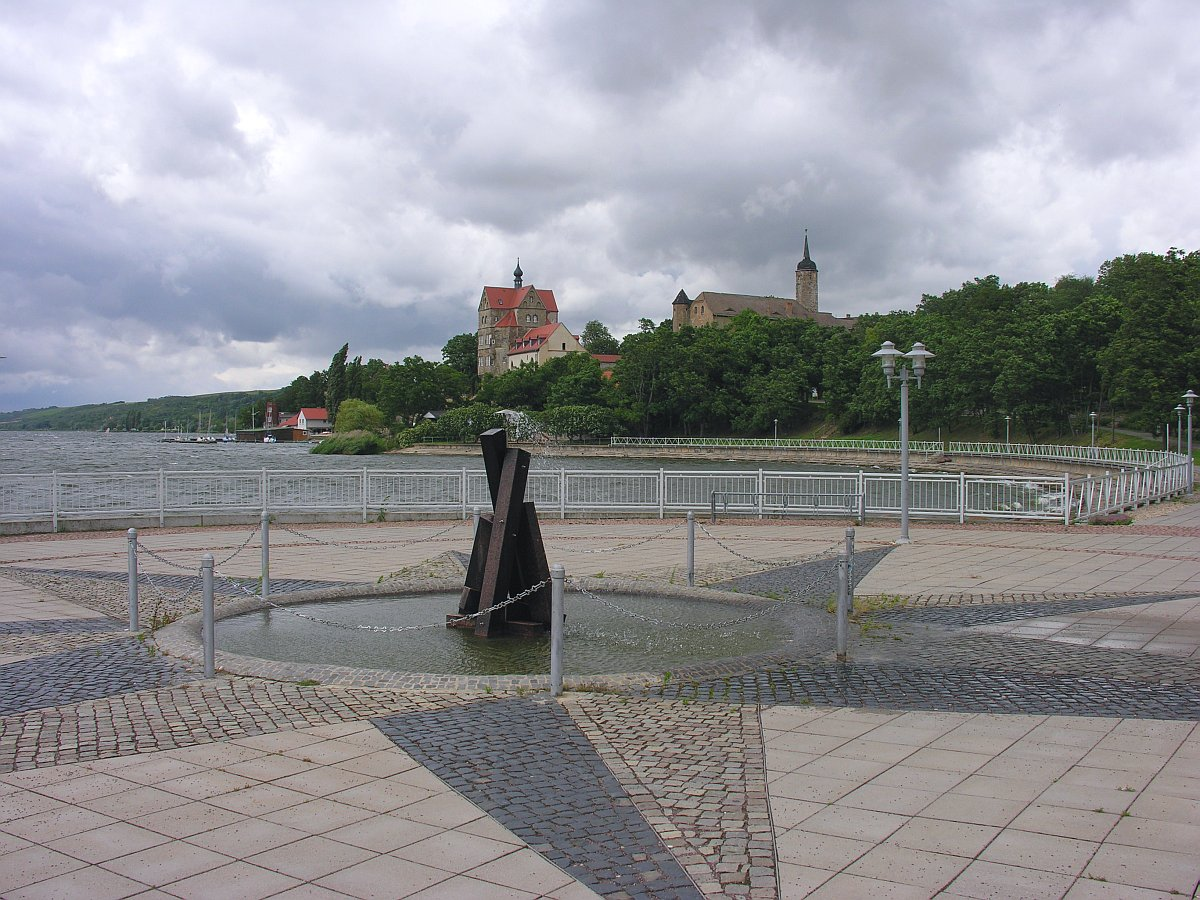
Uferpromenade am Süßen See in Seeburg

## Geschichte
In einem zwischen 881 und 899 entstandenen Verzeichnis des Zehnten des Klosters Hersfeld (Hersfelder Zehntverzeichnis) wird Seeburg als zehntpflichtiger Ort Seoburc im Friesenfeld genannt. Der erste Abschnitt, der auf 830 bis 850 datiert wird, enthält den Ort, der zweite Abschnitt die Burg, so dass beide über 1.100 Jahre alt sind.
Noch immer nicht endgültig geklärt ist der Streit, ob Seeburg auch die für die Jahre 743, 744 und 748 erwähnte Burg in Sachsen ist, deren Namensvielfalt (Fränkische Reichsannalen: Hoohseoburg, Einhards Annalen: Hohseoburg, Metzer Annalen: Hocsioburg, Hocseburgh, Reginos Chronik: Hocseoburch) viele Deutungsmöglichkeiten bietet. Da Seeburg zentral im Hosgau – an der Schnittstelle zwischen dessen Nord- und Südbereich – lag, und dieser in seiner Ersterwähnung Hohsegowe hieß, hat man einen Zusammenhang zwischen Gau- und Burgnamen vermutet. Archäologische Nachgrabungen haben aber keine Belege für eine Burg des achten Jahrhunderts offenbart und heute wird eher die Hünenburg bei Watenstedt in Betracht gezogen. (Näheres im Artikel über Schloss Seeburg (Hassegau).)
Durch diese Bodenuntersuchungen ist aber der alte Umfang der Burg offenbart worden: sie reichte von der heutigen Dorfkirche, der Fleckenkirche St. Nicolai im Osten bis zur Westspitze der Halbinsel, auf der das heutige Schloss liegt. In der Burg befand sich eine romanische Kapelle im Westen, die im Mittelalter zur Propsteikirche St. Petrus und Lambert erhoben wurde, und heute als unscheinbarer romanischer Sakralbau erhalten ist, eine gotische Schlosskirche im Zentralteil, und die heutige Dorfkirche in der westlichen Vorburg, die „Fleckenkirche“ St. Nikolaus. Mit der Schlosskapelle besitzt Seeburg daher vier Sakralbauten. Dass es ein Flecken war, ist anzunehmen. Zeitweise war die Seeburg Sitz eines eigenen Grafengeschlechts Querfurter Ursprungs, aus dem u. a. der Gründer des Klosters Kaltenborn Wichmann I. von Seeburg, und dessen Enkel, der Erzbischof von Magdeburg Wichmann von Seeburg entstammen.
Am 1. Juli 1950 wurde die bis dahin eigenständige Gemeinde Rollsdorf eingegliedert.

## Verwaltungsstruktur
Am 1. Januar 2010 schlossen sich die bis dahin selbstständigen Gemeinden Seeburg, Amsdorf, Aseleben, Erdeborn, Hornburg, Lüttchendorf, Neehausen, Röblingen am See, Stedten und Wansleben am See zur Einheitsgemeinde Seegebiet Mansfelder Land zusammen. Gleichzeitig wurde die Verwaltungsgemeinschaft Seegebiet Mansfelder Land, zu der Seeburg gehörte, aufgelöst.
- Ortsbürgermeister der Ortschaft Seeburg mit dem Ortsteil Rollsdorf: Günther Saken (seit 2010)[3]

## Kultur und Sehenswürdigkeiten

### Veranstaltungen
Früher fand jährlich „See in Flammen“ (im Juli) und das „Siedlerfest“ statt.

### Schloss Seeburg
Siehe Hauptartikel: Schloss Seeburg
Die alte Volks- und Fluchtburg Seeburg fand bereits im Jahre 743 in den Metzer Annalen des Fränkischen Reiches als „Hochseeburg“ Erwähnung. Das Schloss war die Hauptburg des Hassegaus. Die Burg gilt als eine der ältesten und größten Burganlagen Mitteldeutschlands. Sie erstreckte sich von den heutigen Gebäuden bis hinüber zur Dorfkirche, wo noch begrenzende Böschungen und der Graben zu erkennen sind. Danach diente es als mittelalterliche Grafenburg und Renaissance-Schloss. Nach einem Verfall im 19. Jahrhundert wurde die beeindruckende Befestigungsanlage in malerischer Umgebung in den 1920er-Jahren wieder aufgebaut.

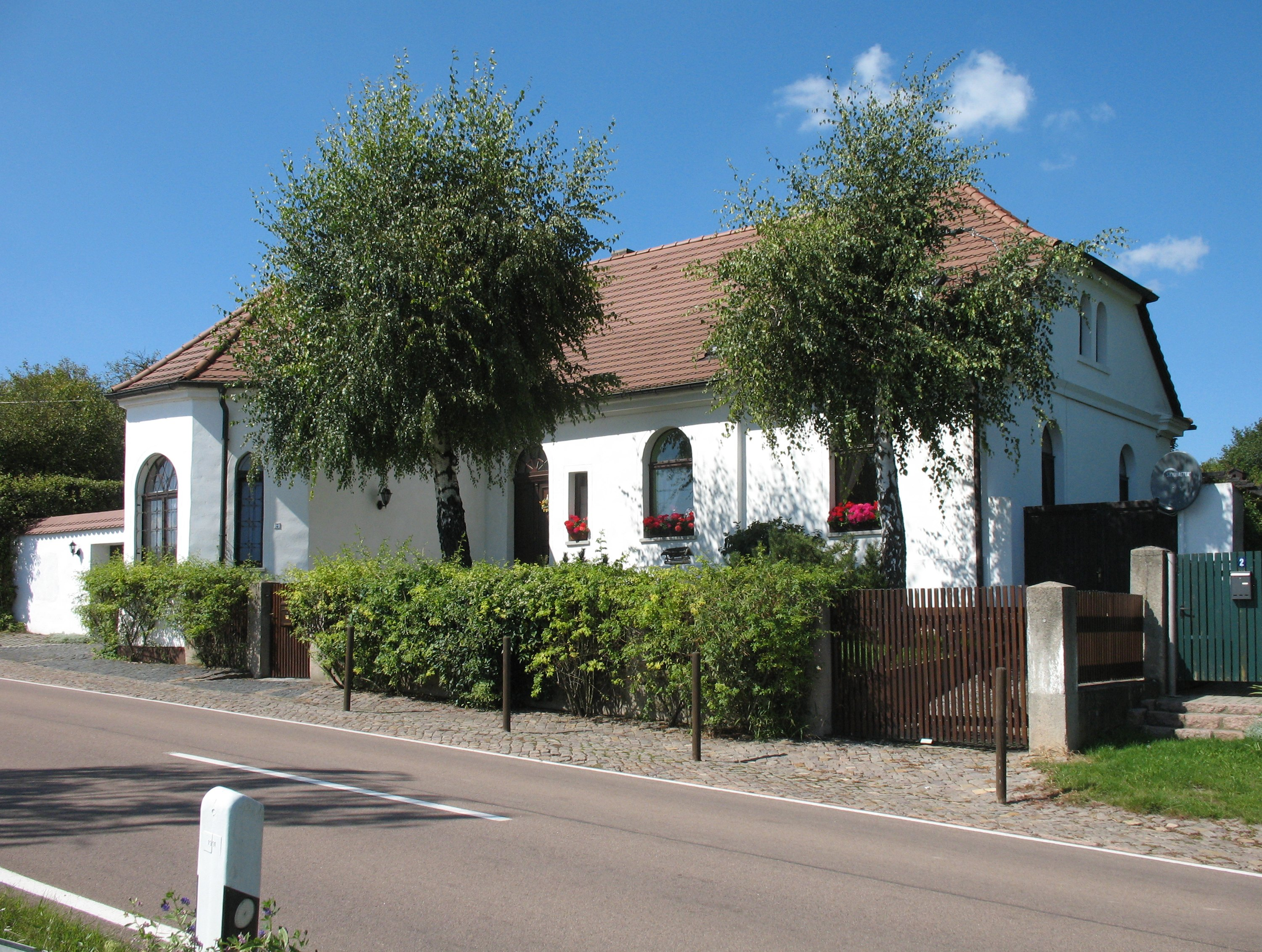
Denkmalgeschütztes Chausseehaus in Rollsdorf

## Wirtschaft und Infrastruktur

### Verkehr
Zur Bundesstraße 80, die Eisleben und Halle (Saale) verbindet, sind es in südlicher Richtung ca. 600 Meter. Ihr Vorgänger, die F 80, führte früher direkt durch die Orte und somit auch durch Seeburg und Rollsdorf. Sie ist Teil der in den 1820er-Jahren erbauten Chaussee Berlin–Halle–Kassel und wurde im Abschnitt zwischen Halle und Eisleben oft Eislebener Chaussee genannt. An dieser hat sich im Ortsteil Rollsdorf ein Chausseehaus erhalten, das unter Denkmalschutz steht. Das gilt auch für die Meilensteine östlich (Halbmeilenstein) und südwestlich (Viertelmeilenstein) von Seeburg.
Zur Bundesautobahn 38, der sog. Südharzautobahn, Abfahrt Lutherstadt Eisleben, gelangt man über die B 80 nach etwa 9 Kilometern.

## Persönlichkeiten
- Graf Wichmann I. von Seeburg (vor 1067-um 1115), Gründer des Klosters Kaltenborn
- Graf Wichmann II. von Seeburg (vor 1116–1192), Bischof von Naumburg, Erzbischof von Magdeburg
- Levin Ludwig I. von Hahn (1579–1635), Hofbeamter, Soldat
- Ludwig Stats von Hahn (1657–1730), deutscher Hofbeamter in dänischen Diensten, zuletzt Geheimer Rat, Oberlanddrost in Oldenburg und Delmenhorst und Hofmarschall